# Малиновський рукав
Малиновський рукав (словац. Malinovské rameno) — рукав; витікає і впадає в Малий Дунай, протікає в окрузі Сенець.
Довжина приблизно 4.8 км. Витік знаходиться в Дунайській рівниині.
Протікає територією сіл Малиново; Томашов і Залісся.